# Prix Jean-Marc-Bernard
Le prix Jean-Marc-Bernard, de la fondation du même nom, est un ancien prix annuel de poésie créé en 1945 par l'Académie française.

## Liste des lauréats

### Années 1940
- 1945 : Joseph Fachon-Daguebert pour Moments poétiques
- 1947 : Édouard Laporte pour Sept élégies pour Clymène
- 1948 : Ryce-Anger pour La Robe du centaure
- 1949 :  Henri Marchand   pour La Main tendue

### Années 1950
- 1950 : Yvonne Devimes pour D’une lettre... au courrier d'un jour
- 1951 : 
  - Jeanne Evian pour Le Donjon perdu
  - Jean-Baptiste Robin pour Historiettes
- 1952 : Yvonne de Bremond d'Ars pour Fenêtre ouverte sur le passé
- 1953 : 
  - Claude-Marie Barreau pour La Chambre vide
  - Marcel Monpezat pour Les Tablettes de Noé
- 1954 : 
  - Simone Chevallier pour Le temps s’en va
  - René Févre pour Porte des jours
  - René Pelletier (1903-1970) pour Main tendue
  - Camille Vilain pour Les Petites Lumières
- 1955 : 
  - Émile Aboukheir pour Jurdes
  - Félix Merienne pour Fables modernes
  - Mme M.A. Pellegrin-Biette pour Demi-teintes
- 1956 : Marie-Thérèse Guizonnier-Camsusou pour Pour toi Terre des Hommes

### Années 1960
- 1962 : 
  - Jacques Géant pour Les Mots inexpiables
  - Bernard de Moidrey pour Les Voix de Florence, d’ailleurs et de plus loin
- 1963 : Jean Lebrau pour Au secret des pierres
- 1964 : Catherine Dillon pour Cherche le temps
- 1965 : Louis Guillaume pour Fortune de vent
- 1966 : 
  - Cyrille Dubus (1890-1966) pour Poème du Chaume
  - Fernand Léonard pour Musique d’Amour
- 1967 : René Herval pour Le Cheval ailé